# Александър Краев
Алекса̀ндър Ивано̀в Кра̀ев е български оперен певец – баритон. Той е дългогодишен радетел за създаване на оперно дружество в Пловдив.

## Биография
Роден е в Осман пазар, днешен Омуртаг. Като ученик във Варненската гимназия Краев се учи да свири на цигулка и пее в градския хор, дирижиран от Добри Христов. През 1907 година постъпва в Музикално-драматичното училище при Московското филхармонично дружество и успешно го завършва.
На 4 март 1911 година дебютира в Българската оперна дружба, София, в ролята на Деспот Слав в операта „Борислав“. Остава в трупата до 1917 година, като междувременно изпълнява редица водещи баритонови партии. Продължава със специализация в Германия и успешно изпълнява ролите на Амонасро в „Аида“ и Ескамилио в „Кармен“ на сцената на Берлинската кралска опера.
След завръщането си в България през 1920 година Краев прави първи опит за създаване на оперен театър в Пловдив. Началото на основаната и ръководена от него „Художествена опера“ е поставено на 15 април 1920 година с операта „Тахир беговица“, а втората постановка е на оперетата „Царицата на чардаша“. Скоро след това обаче Художествената опера е разформирована поради материални затруднения.
През 1925 г. Краев отново изнася в Берлин множество концерти заедно със съпругата си – оперната певица Мария Цариградска-Краева. В програмите на турнето им са включени арии и дуети от опери, песни от български, немски и руски композитори. През 1928 г. Краев концертира и пее във Виенската и в Люблянската опера. През 1929 година виенското радио излъчва негов половинчасов концерт с българска народна музика и произведения на български композитори. През 1932 г. концертира в Париж, Нанси, Страсбург. Лондон, а по-късно – пак в Любляна, Загреб, Белград и Букурещ.
През 1936 г. Александър Краев отново образува в Пловдив самодейна оперна трупа, подготвя и изнася многократно операта „Тахир беговица“. Поради липса на средства трупата пак се разформирова. През 1939 г. за трети път става директор-режисьор на оперен театър в Пловдив, наречен този път „Пловдивска областна опера“, който изнася българската опера „Биляна“ от Йосиф Йосифов, в която играе ролята на горския цар. Под негово ръководство са проведени редица оперни концерти и спектакли в Пловдив и други близки градове.
През 1945 г. с образуваната към Областния комитет на ОФ оперна трупа Александър Краев поставя българската опера „Гергана“. След създаването на Държавното музикално училище в града той бива привлечен като вокален педагог. Освен това организира и курсове, предназначени предимно за певци-самодейци.
Носител е на орден „Кирил и Методий“ I степен.

## Роли в опери
Александър Краев изпълнява множество роли в опери, сред които:
- Слав в „Борислав“ на маестро Георги Атанасов (1911);
- Амонасро в „Аида“ на Верди (1914),
- Тахир бег в „Тахир беговица“ на Димитър Хаджигеоргиев (1914);
- Алфио в „Селска чест“ на Маскани (1914);
- Валентин във „Фауст“ на Шарл Гуно (1915);
- Силвио и Тонио в „Палячи“ на Руджеро Леонкавало (1915);
- Ескамилио в „Кармен“ на Бизе (1921);
- Марсел в „Бохеми“ на Пучини (1923),
- Шарплес в „Мадам Бътерфлай“ на Пучини (1924);
- Фигаро в „Севилският бръснар“ на Росини (1923);
- Владислав в „Далибор“ на Бедржих Сметана (1924);
- Евгений Онегин в едноименната опера на Чайковски (1924) и др.